# Wobbler (zespół muzyczny)
Wobbler (zespół muzyczny) – norweski zespół wykonujący rock progresywny oraz rock symfoniczny. Powstał w mieście Hønefoss w 1999.

## Członkowie
W skład zespołu wchodzą:
- Lars Fredrik Frøislie - keyboard, Organy Hammonda, Minimoog, Melotron, Fender Rhodes, klawesyn, fortepian
- Kristian Karl Hultgren - gitara basowa
- Martin Nordrum Kneppen - perkusja
- Andreas Wettergreen Strømman Prestmo - wokal prowadzący, gitara, dzwonki
- Geir Marius Bergom Halleland - gitara prowadząca, wokal wspierający

## Dyskografia
Na dyskografię zespołu składają się następujące albumy:
- Hinterland (The Laser's Edge, 2005)
- Afterglow (Pancromatic, 2009)
- Rites At Dawn (Termo Records, 2011)
- From Silence to Somewhere (Karisma, 2017)
- Dwellers of the Deep (Karisma, 2020)